# Siena (stad)

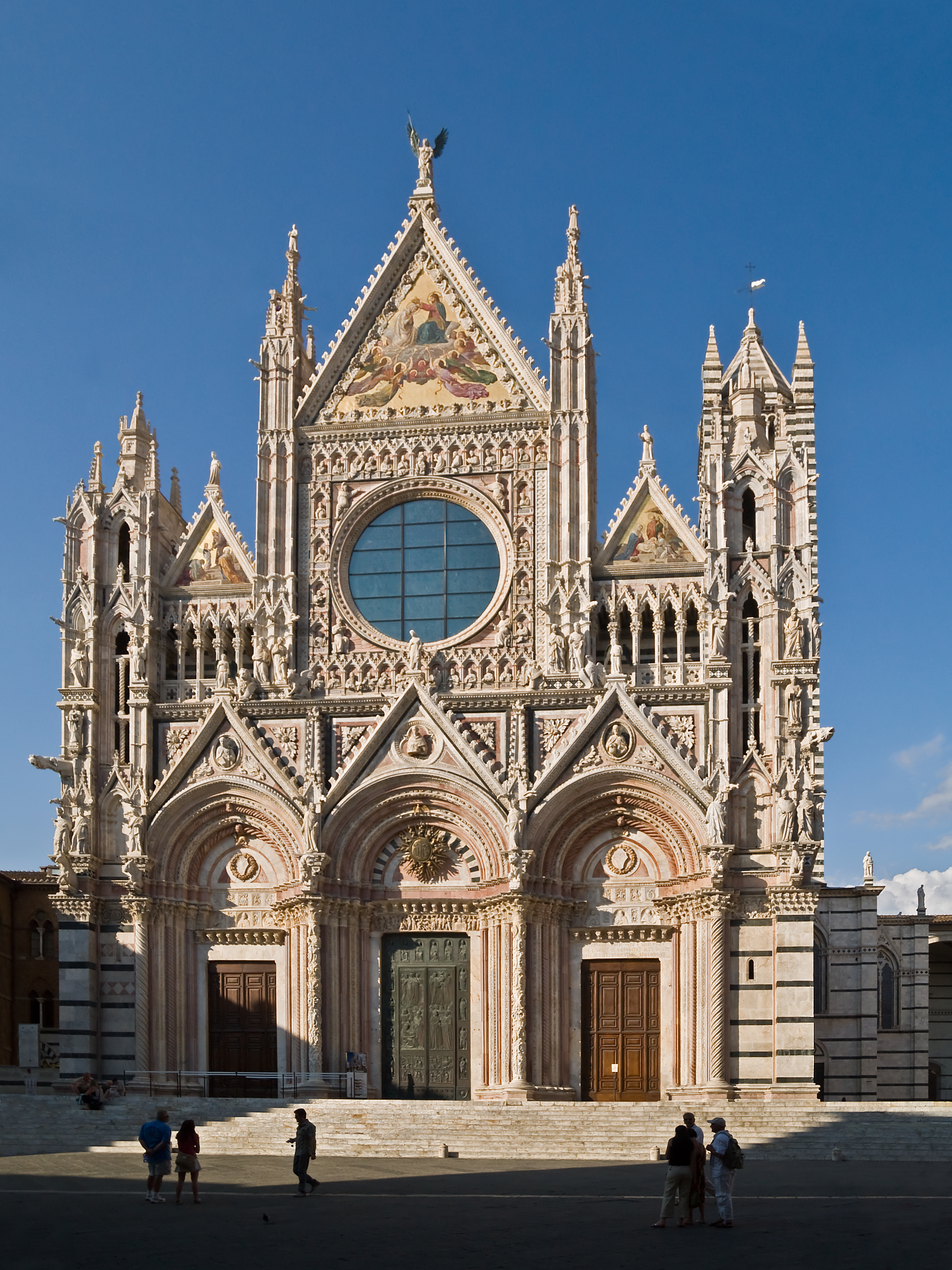
Kathedraal van Siena

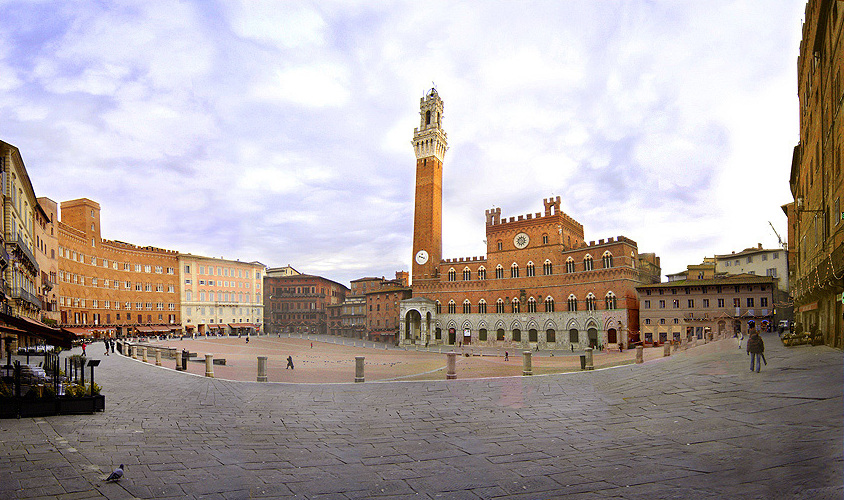
Piazza del Campo

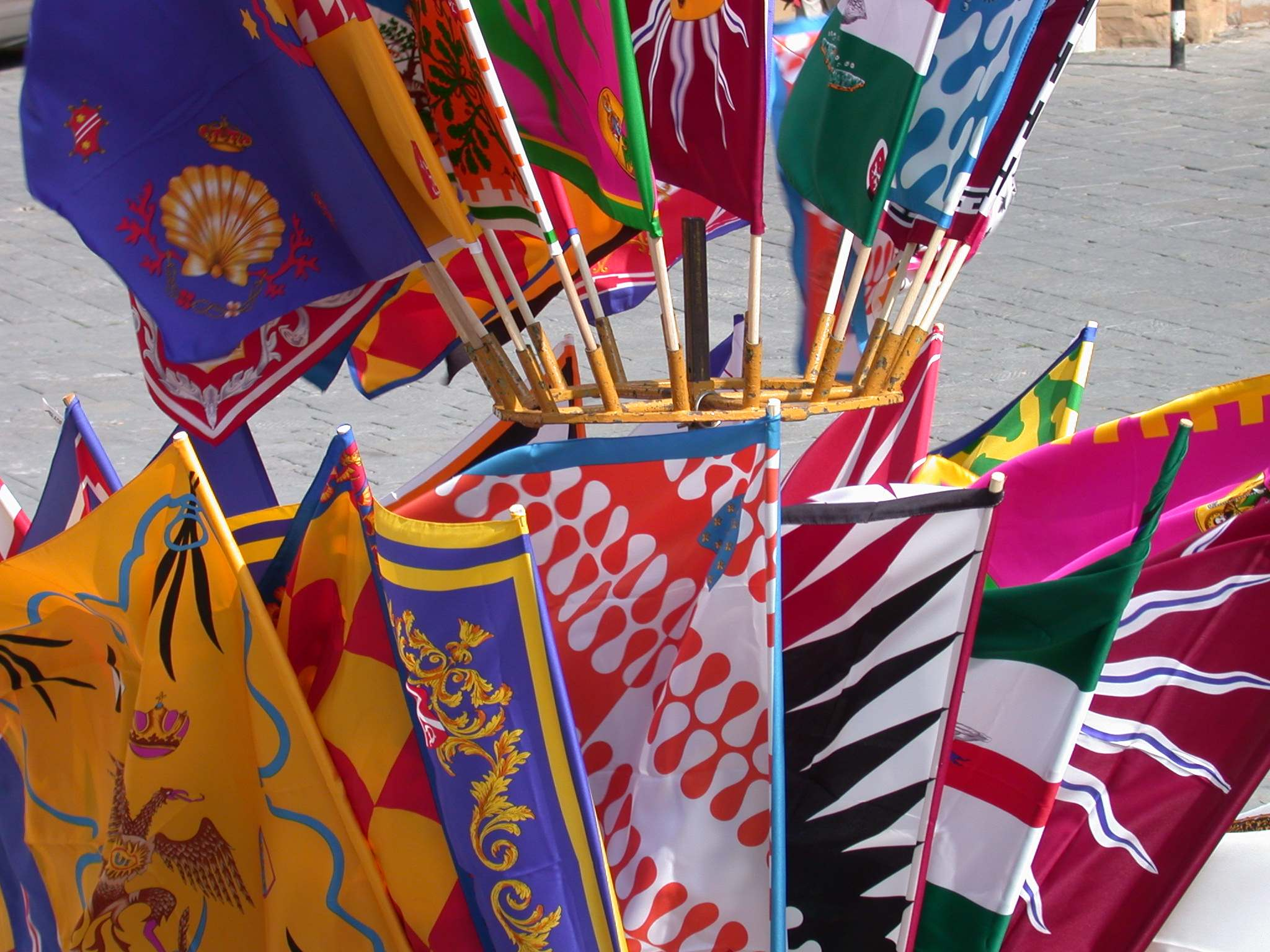
Vlaggen van de 17 stadswijken

Siena (uitspraakⓘ) (Nederlands verouderd ook Sienna of Siëna) is een stad in Toscane, Italië. Het is de hoofdstad van de provincie Siena. In 2003 had de stad 52.775 inwoners. Door het zeer goed behouden middeleeuwse stadsbeeld en zijn bijzondere geschiedenis behoort Siena tot de belangrijkste toeristentrekkers van Italië.

## Geschiedenis
Siena was een Etruskische nederzetting en een kleine Romeinse stad. Tegen de 5e eeuw werd het de zetel van een bisschop, maar pas vanaf de 12e eeuw, toen een autonome commune de eerdere aristocratische regering verving, begon het een stad van belang te worden. De consuls die de republiek regeerden, begonnen langzaam maar zeker steeds meer ook het gewone volk of de poblani te omvatten, en de commune breidde haar territorium uit toen de omringende adel in hun versterkte kastelen zich onderwierpen aan de macht van de stad. De Republiek Siena, die intern worstelde tussen de adel en de volkspartij, werkte doorgaans in politieke oppositie met haar grote rivaal, Florence, en was in de 13e eeuw voornamelijk ghibellijns, in tegenstelling tot de welfse positie van Florence, wat de achtergrond vormde van de Divina Commedia van Dante.

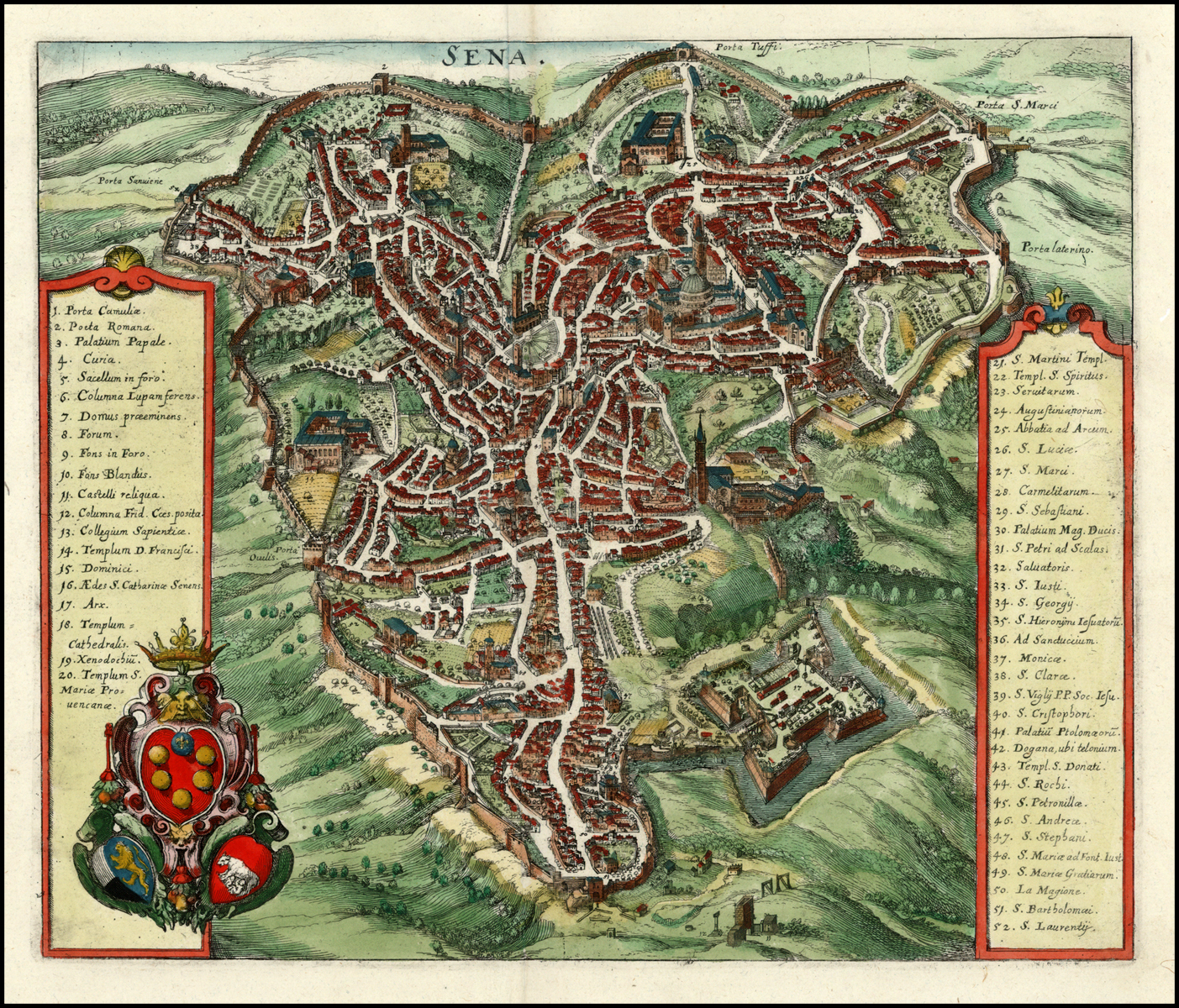
Kaart van Siena uit 1640

Tijdens de middeleeuwen was Siena ook een rivaal van Florence op het gebied van de kunsten. De belangrijke laat-middeleeuwse of vroege-renaissanceschilder Duccio (1253-1319) was afkomstig uit Siena, maar werkte in alle delen van het schiereiland. De wandschildering van "Goede Regering" door Ambrogio Lorenzetti in het Palazzo Pubblico is een magnifiek voorbeeld van laat-middeleeuwse/vroege-renaissancekunst, alsmede een weergave van de utopie van een stedelijke samenleving zoals men deze in die tijd voor ogen had. Siena werd zwaar geteisterd door de zwarte dood van 1348. Tot 1557 behield Siena zijn autonomie binnen Toscane.
Sinds 1995 staat de historische binnenstad van Siena op de Werelderfgoedlijst van UNESCO. (zie ook: Monumenten op de Werelderfgoedlijst).

## Legende
Volgens een legende zou Siena gesticht zijn door Senius en Aschius, twee zonen van Remus die op zijn beurt weer samen met Romulus de stad Rome had gesticht. Ze waren uit angst voor de wreedheid van hun oom uit Rome gevlucht en trokken zich terug op de plek waar nu Siena ligt. Zij arriveerden er op een zwart en een wit paard, vandaar het zwart- witte wapenschild en vlag van de stad.

## Bestuurlijke indeling
Siena bestaat uit 17 contrade (stadswijken). Elke contrada heeft haar eigen naam, vaandel en kerk. Ze doen jaarlijks mee met de Palio.
De wijken zijn: Aquila, Bruco, Chiocciola, Civetta, Drago, Giraffa, Istrice, Leocorno, Lupa, Nicchio, Oca, Onda, Pantera, Selva, Tartuca, Torre, Valdimontone.

## Bekende bouwwerken
- De Kathedraal van Siena (Duomo di Siena), waarvan de bouw in de 12e eeuw werd aangevangen, is een van de voorbeelden van Italiaanse gotische architectuur. De hoofdfaçade ervan werd in 1380 voltooid. Hierbinnen bevindt zich de bekende gotische achthoekige preekstoel, die door Nicola Pisano (1266-1268) is vervaardigd, ondersteund door leeuwen, en het labyrint dat in de vloer is ingelegd, en waar boetedoeners op hun knieën overheen kruipen. Het baptisterium bevindt zich in Siena op een bijzondere plaats: onder het koor van de kathedraal. Rond het doopvont, bevinden zich hier bas-reliëfs van Donatello, Lorenzo Ghiberti, Jacopo della Quercia en andere 15e-eeuwse beeldhouwers. In het museum van de Opera del Duomo bevindt zich Duccio's beroemde Maestà (1308-1311).

- Het schelpvormige Piazza del Campo, het stadsplein, is een andere architectonische schat en staat bekend als locatie van de Palio.

- Het Palazzo Pubblico: voormalige zetel van de Signoria en de Podestà. Een van de meest elegante gotisch paleizen van Toscane (in 1297-1310 gebouwd, vergrotingen in de 14e eeuw) is op de benedenverdieping van natuursteen; de hogere verdiepingen zijn van baksteen evenals de aan de linkerkant oprijzende Torre del Mangia, 1338-1348, door de gebroeders Rinaldo gebouwd met de karakteristieke stenen klokkentoren. Aan de voet van de toren bevindt zich de in 1352 (na de grote pest) bijgebouwde Cappella di Piazza met een fresco van Il Sodoma. Bij het middendeel van het paleis werd pas in 1680-81 een tweede symmetrische vleugel bijgebouwd. In de vestibule, in de Sala d'Attesa, een kroning van Maria, een hoofdwerk van Sano di Pietro uit 1445. In de volgende zaal een fresco door Il Sodoma, Verrijzenis, uit 1537.

- Torre del Mangia de 102 meter hoge klokkentoren.

- Pinacoteca Nazionale met werken van Siënese kunstschilders uit de 12e tot en met 15e eeuw.

- San Domenico met een hoofdrelikwie van Catharina van Siena

- Sant'Augostino, kloosterkerk uit de 13e eeuw.

- Libreria Piccolomini : kardinaal Francesco Piccolomini, de latere paus Pius III, liet de zaal, bijgebouw van de Kathedraal van Siena, in 1495 uitbouwen voor de bibliotheek van zijn oom Aeneas Silvius Piccolomini (Pius II). Het interieur werd verrijkt in 1502-1509 met fresco's van Pinturicchio, waaronder tien taferelen uit het leven van paus Pius II.

- Spedale Santa Maria della Scala, ziekenhuis uit de 14e eeuw. Het is nu een cultureel centrum. Er zijn diverse fresco's. Hier is ook het Museo Archeologico Nazionale in gehuisvest.

- Basilica di S. Maria in Provenzano

- Basilica di San Francesco

- Basilica dell'Osservanza

- Santuario di Santa Caterina

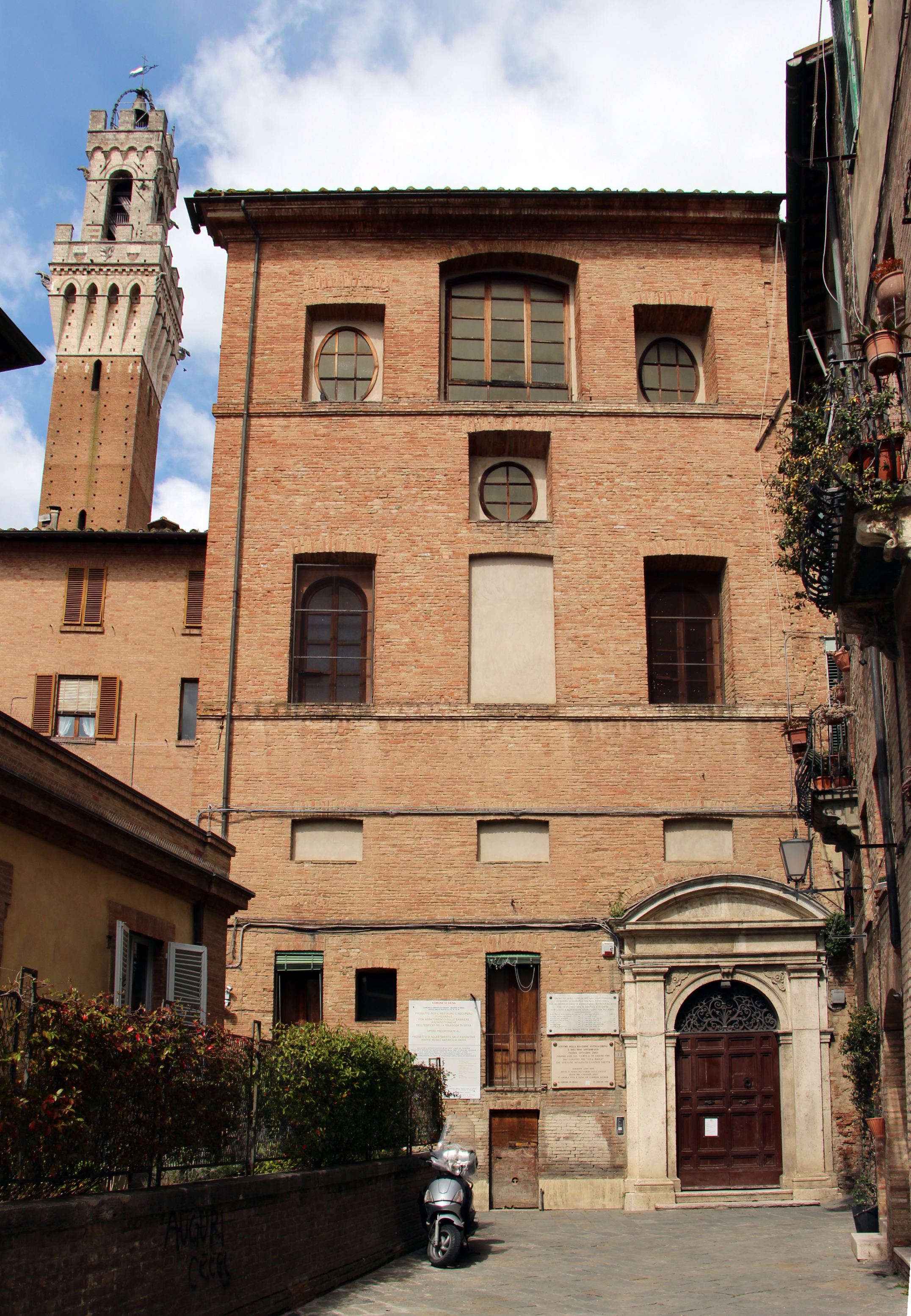
Synagoge van Siena

- Siena synagoge, uit 1786 en gebouwd op de plaats van de oudere synagoge met neoklassiek interieur en een hoog barok plafond met een grote gekroonde tablet van de Tien Geboden.

## Musea
- Museo archeologico nazionale di Siena
- Museo dell'Opera Metropolitana del Duomo

## Onderwijs
De Universiteit van Siena, vermaard vanwege haar faculteiten voor rechtsgeleerdheid en medicijnen, werd in 1240 opgericht.
De Universiteit van Siena is nog altijd een van de belangrijkste universiteiten van Italië en de stad blijft een belangrijk cultureel centrum, vooral voor de menswetenschappen.

## Palio
De Palio (Palio delle contrade) is een paardenrace die twee keer per jaar plaatsvindt, op 2 juli en 16 augustus. De Palio is zo belangrijk, dat een Italiaans spreekwoord luidt: "Chi dice Siena, dice Palio.", "Wie Siena zegt, zegt Palio". Het wordt gebruikt als twee zaken zo onlosmakelijk met elkaar zijn verbonden, dat men het ene niet zonder het andere kan noemen. Het is een belangrijk evenement voor de stad.

## Sport
De voetbalclub van Siena is AC Siena.
Vertrek en aankomst van de wielerwedstrijd Strade Bianche zijn in Siena. De finish is gelegen op het Piazza del Campo in Siena. Daarnaast is Siena meermaals etappeplaats geweest in wielerkoers Ronde van Italië.

## Verkeer en vervoer
Siena is bereikbaar via de SS 73 (Strada Stale 73) en de A1 en de SS 326 en dan de SS 73. Het beschikt over een luchthaven, luchthaven Siena-Ampugnano. Het treinstation van Siena is Station Siena voor onder andere de spoorlijn Florence-Pisa-Livorno.

## Geboren
Uit Siena komen diverse kunstschilders behorende tot de Sienese school zoals:
- Duccio di Buoninsegna
- Simone Martini
- Ambrogio Lorenzetti
- Bartolo di Fredi
- Lippo Vanni
- Andrea di Vanni
- Taddeo di Bartolo

Overigen:
- Paus Alexander III (?-1181), geboren als Orlando Bandinelli
- Andrea di Bartolo (1360/1370-1428), kunstschilder
- Catharina van Siena (1347-1380), mystica
- Stefano di Giovanni (1392-ca. 1450), kunstschilder
- Giovanni di Paolo (1403-1482), kunstschilder
- Francesco di Giorgio Martini (1439-1502), kunstschilder, beeldhouwer, architect en ingenieur
- Paus Pius III (1439-1503), geboren als Francesco Todeschini Piccolomini
- Cecilia Gallerani (1473-1536), model voor De dame met de hermelijn
- Agostino Agazzari (1578-1640), componist
- Alessandro Bichi (1596-1657), bisschop van Isola en van Carpentras, alsook kardinaal
- Paus Alexander VII (1599-1667), geboren als Fabio Chigi
- Giovanni Caselli (1815-1891), natuurkundige en uitvinder
- Oreste Piccioni (1915-2002), natuurkundige
- Ettore Bastianini (1922–1967), operazanger
- Lorenzo Ghiselli (1953-1985), motorcoureur
- Alessandro Nannini (1959), autocoureur
- Alessandro Safina (1963), Italiaanse tenor
- Matteo Trefoloni (1971), voetbalscheidsrechter
- Bernardo Corradi (1976), voetballer
- Paolo Lorenzi (1981), tennisser
- Alice Volpi (1992), schermer

## Trivia
- De James Bondfilm Quantum of Solace is voor een deel opgenomen in Siena. Na de openingsscène rijdt Daniel Craig de stad in. Tijdens een achtervolging is de wereldberoemde paardenrace op het Piazza del Campo te zien.